# Rheumaptera veterenata
Rheumaptera veterenata är en fjärilsart som beskrevs av Otto Staudinger. Rheumaptera veterenata ingår i släktet Rheumaptera och familjen mätare. Inga underarter finns listade.